# Exechiopsis aculeata
Exechiopsis aculeata är en tvåvingeart som beskrevs av Ostroverkhova 1979. Exechiopsis aculeata ingår i släktet Exechiopsis och familjen svampmyggor. Inga underarter finns listade i Catalogue of Life.